# Теофраст
Теофраст, или Феофраст (др.-греч. Θεόφραστος Ἐρέσιος, лат. Theophrastus Eresius; ок. 370 до н. э., г. Эрес, остров Лесбос — между 288 до н. э. и 285 до н. э., Афины) — древнегреческий философ, естествоиспытатель, теоретик музыки.
Разносторонний учёный; является наряду с Аристотелем основателем ботаники и географии растений. Благодаря исторической части своего учения о природе выступает как родоначальник истории философии (особенно психологии и теории познания).

## Биография
Родился в семье сукновала Меланта на Лесбосе. При рождении имел имя Тиртам. Теофрастом («богоречивым») его прозвали впоследствии. Учился в Афинах у Платона, а затем у Аристотеля и сделался его ближайшим другом, а в 323 году до н. э. — преемником на посту главы школы перипатетиков (Ликея). Среди его учеников были комедиограф Менандр, учредитель Александрийского мусейона Деметрий Фалерский и преемник на посту главы Ликея Стратон. Теофраста принимал македонский царь Кассандр. Прожил 85 лет и погребён с почестями в Афинах.

## Работы
Автор свыше 200 трудов по естествознанию (физике, минералогии, физиологии и др.).

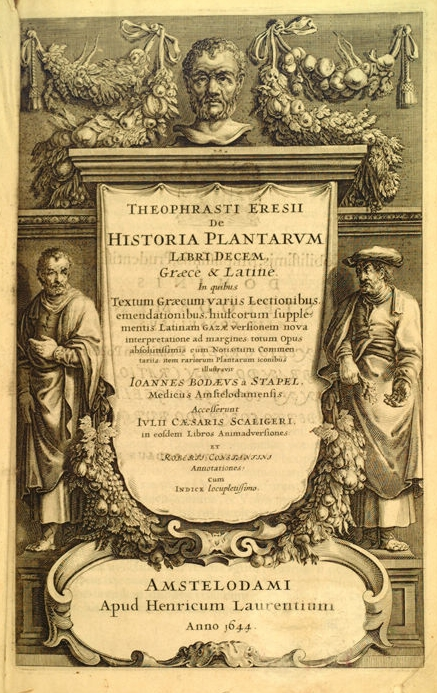
Фронтиспис иллюстрированного издания Historia Plantarum, Амстердам, 1644

### Работы по ботанике
Теофраста называют «отцом ботаники». Ботанические труды Теофраста можно рассматривать как свод в единую систему познаний практиков сельского хозяйства, медицины и работ учёных античного мира в этой области. Теофраст был основателем ботаники как самостоятельной науки: наряду с описанием применения растений в хозяйстве и медицине он рассматривал теоретические вопросы. Влияние трудов Теофраста на последующее развитие ботаники в течение многих столетий было огромным, так как учёные Древнего мира не поднимались выше него ни в понимании природы растений, ни в описаниях их форм. В соответствии с современным ему уровнем знаний отдельные положения Теофраста были наивны и не научны. Учёные того времени ещё не имели высокой техники исследования, не было и научных экспериментов. Но при всём этом уровень знаний, достигнутый «отцом ботаники», был весьма значительным.
Написал две книги о растениях: «Historia plantarum» (др.-греч. Περὶ φυτῶν ἱστορίας, «История растений») и «De causis plantarum» (др.-греч. Περὶ φυτῶν αἰτιῶν, «Причины растений»), в которых даются основы классификации и физиологии растений, описано около 500 видов растений, и которые подвергались многим комментариям и часто переиздавались. Несмотря на то, что Теофраст в своих «ботанических» трудах не придерживается никаких особенных методов, он внёс в изучение растений идеи, совершенно свободные от предрассудков того времени и предполагал, как истинный натуралист, что природа действует сообразно своим собственным предначертаниям, а не с целью быть полезной человеку. Он наметил с прозорливостью главнейшие проблемы научной растительной физиологии. Чем отличаются растения от животных? Какие органы существуют у растений? В чём состоит деятельность корня, стебля, листьев, плодов? Почему растения заболевают? Какое влияние оказывают на растительный мир тепло и холод, влажность и сухость, почва и климат? Может ли растение возникать само собой (произвольно зарождаться)? Может ли один вид растений переходить в другой? Вот вопросы, которые интересовали ум Теофраста; по большей части это те же вопросы, которые и теперь ещё интересуют натуралистов. В самой постановке их — громадная заслуга греческого ботаника. Что же касается ответов, то их в тот период времени, при отсутствии нужного фактического материала, нельзя было дать с надлежащей точностью и научностью.
Наряду с наблюдениями общего характера «История растений» содержит рекомендации по практическому применению растений. В частности, Теофраст точно описывает технологию выращивания специального вида тростника и изготовления из него тростей для авлоса.

### Другие известные работы
Наибольшей известностью пользуется его сочинение «Этические характеры» (др.-греч. Ἠθικοὶ χαρακτῆρες; русский перевод «О свойствах нравов человеческих», 1772, или «Характеристики», СПб., 1888), сборник из 30 очерков человеческих типов, где изображаются льстец, болтун, бахвал, гордец, брюзга, недоверчивый и т. д., причём каждый мастерски обрисован яркими ситуациями, в которых этот тип проявляется. Так, когда начинается сбор пожертвований, скупой, не говоря ни слова, покидает заседание. Будучи капитаном корабля, он укладывается спать на матрасе кормчего, а на праздник Муз (когда принято было посылать учителю вознаграждение) оставляет детей дома. Нередко говорят о взаимном влиянии Характеров Теофраста и персонажей новой греческой комедии. Несомненно его влияние на всю новейшую литературу. Именно начав с переводов Теофраста, создал свои «Характеры, или Нравы нашего века» (1688) французский писатель-моралист Лабрюйер. С Теофраста берёт начало литературный портрет, неотъемлемая часть любого европейского романа.
Из двухтомного трактата «О музыке» сохранился ценный фрагмент (включён Порфирием в его комментарий к «Гармонике» Птолемея), в котором философ, с одной стороны, полемизирует с пифагорейско-платоновским представлением музыки как очередной — звучащей — «инкарнации» чисел. С другой стороны, он считает мало существенным и тезис гармоников (а возможно, и Аристоксена), рассматривавших мелодию как последовательность дискретных величин — интервалов (промежутков между высотами). Природа музыки, заключает Теофраст, не в интервальном движении и не в числах, а в «движении души, которая избавляется от зла через переживание (др.-греч. διὰ τὰ πάθη). Не будь этого движения, не было бы и сущности музыки».
Теофрасту также принадлежит (не дошедшее до нас) сочинение «О слоге» (или «О стиле»; Περὶ λέξεως), которое, как считает М. Л. Гаспаров, по своему значению для всей античной теории ораторского искусства стоит едва ли не выше «Риторики» Аристотеля. Его неоднократно упоминают Дионисий Галикарнасский, Деметрий Фалерский и др.

## Память
В 1973 г. Международный астрономический союз присвоил имя Теофраста кратеру на видимой стороне Луны.

## Литература

Historia plantarum, 1549

## Переводчики на русский язык
- Поленов, Алексей Яковлевич
- Сергеенко, Мария Ефимовна
- Стратановский, Георгий Андреевич

### Тексты и переводы
Греческие тексты:
- Сочинения (Theophrasti Eresii Opera quae supersunt omnia. Lipsiae, греческий текст):
  - Том 1. Исследование о растениях (1854)
  - Том 2. О причинах растений (1854)
  - Том 3. Фрагменты (издание 1862 года)

Русские:
- Феофраст. Исследование о растениях / АН СССР; Пер. с др.-греч. и примеч. М. Е. Сергеенко; ред. акад. И. И. Толстого и чл.-корр. АН СССР Б. К. Шишкина; послесловие — Б. К. Шишкин; «Исследование о растениях» Феофраста — А. Н. Криштофович; Феофраст и его ботанические сочинения — М. Е. Сергеенко. — [М.—Л.]: Изд-во АН СССР, 1951. — 589 с. — (Классики науки). Архивировано 5 марта 2016 года.
  - переиздание: Феофраст. Исследование о растениях. — Рязань: Александрия, 2005. — 560 с. — (Античная историческая библиотека). — ISBN 5-94460-023-3.

«Характеры»:
- Феофраст о свойстве нравов человеческих / Пер. с лат. А. Я. Полекова. — СПб., 1772. — 112 с.
- Феофраст. Характеристики / Пер. В. Алексеева. — СПб., 1888. — 32 с.
- Теофраст. Характеры / Пер. В. Смирина. // Менандр. Комедии. Герод. Мимиямбы. — М.: Худож. лит., 1964. — С. 260—286. — (Библиотека античной литературы)
- Феофраст. Характеры / Пер., ст. и прим. Г. А. Стратановского. Отв. ред. Я. М. Боровский. — Л.: Наука, 1974. — 123 с. — (Литературные памятники).
  - переиздание: СПб.: Наука, 2007.

Другие сочинения:
- Теофраст. О камнях / Пер. с англ. Б. В. Куликова. — М.: МСП, 2004. — 247 с. — (Мир камней и минералов).
- Феофраст. О камнях. / Пер., ст. и комм. А. А. Россиуса. // Вестник древней истории. 2005. № 3.
- О цветах / Пер. В. П. Зубова. // Точки-Puncta. — 7, 1—2, 2007. — С. 7—21.
- Псевдо-Теофраст. О приметах дождей, ветров, ненастья и вёдра // Небо, наука, поэзия… — М., 1992. — С. 88—100.
- О душе (фрагменты) / Пер. Г. Ф. Церетели. // Таннери П. Первые шаги греческой науки — СПб., 1902.
- О музыке (фрагменты) / Пер. Е. В. Афонасина // ΣΧΟΛΗ 6.1 (2012)
- О первых началах (Метафизика) / Пер. Е. В. Афонасина // ΣΧΟΛΗ 10.2 (2016)

Английские:
- Издания в «Loeb classical library»:
  - Volume 1. № 70. 1916. Исследование о растениях, книги 1-5.
  - Volume 2. № 79. 1916. Исследование о растениях, книги 6-9. О запахах. О приметах погоды.
  - Тома III—V. № 471, 474, 475. 1989—1990. О причинах растений (кн. 1-6).

Другие издания:
- О ветрах и о погоде — англ. пер. 1894 года.
- «Характеры» с англ. пер. Эдмондса (1929)
- «О камнях»: текст и англ. пер. (1956)
- Theophrastus, (1993), Metaphysics. With an Introduction, Translation and Commentary by M. van Raalte, Leiden: Brill

Французские:
- В серии «Collection Budé» «Recherches sur les plantes» издано в 5 томах. Также в серии «Collection Budé» изданы:
- Théophraste. Caractères. Texte établi et traduit par O. Navarre. 4e tirage 2003. 166 p.
- Théophraste. Métaphysique. Texte édité, traduit et annoté par A. Laks et G. W. Most avec la collaboration de Ch. Larmore et E. Rudolph et pour la traduction arabe de M. Crubellier. 3e tirage 2002. XC, 119 p. ISBN 978-2-251-00422-8

### Исследования
- Лебедев А. В. Проблема аутентичности APXH как милетского термина (к интерпретации свидетельства Теофраста). // Материалы к историографии античной и средневековой философии. М., 1990.
- Верлинский А. Л. Первые упоминания о евреях в греческой литературе: иудейская религия у Гекатея и Феофраста. // Евреи и греки: Диалог через тысячелетия. СПб., 1999. С. 215—235.